# Peter van Nieuwenhuizen
Peter van Nieuwenhuizen (pronunciación en neerlandés: /vɑn ˈniu̯əˌɦœyzə/; Utrecht, Países Bajos, 26 de octubre de 1938) es un físico neerlandés, profesor emérito de la Universidad de Stony Brook. Es conocido por la invención de la supergravedad junto con Sergio Ferrara y Daniel Z. Freedman.

## Biografía y carrera
Peter van Nieuwenhuizen estudió física y matemáticas en la Universidad de Utrecht, donde obtuvo su doctorado bajo la dirección del más tarde Premio Nobel de física Martinus Veltman. Tras completar sus estudios trabajó en el CERN, en la Universidad de París-Sur y en la Universidad Brandeis, cada uno de ellos durante dos años. En 1975, se trasladó al Instituto C. N. Yang de Física Teórica, en la Universidad de Stony Brook, donde sucedió a Chen Ning Yang como director entre 1999 y 2002.
Está casado con Marie de Crombrugghe, con la que tiene tres hijos.

## Premios y reconocimientos
Por la construcción de la supergravedad, la primera extensión supersimétrica de la teoría de la relatividad general de Einstein, y por su importante papel en su desarrollo posterior, Peter van Nieuwenhuizen, Sergio Ferrara y Daniel Z. Freedman recibieron en 1993 la Medalla Dirac del Centro Internacional de Física Teórica en Trieste, en 2006 el Premio Dannie Heineman de Física Matemática de la American Mathematical Society, y en 2016 la Medalla Ettore Majorana del EMFCSC en Erice. En 2019, los tres recibieron un Breakthrough Prize in Fundamental Physics de 3 millones de dólares por el descubrimiento.
Es fellow de la American Physical Society y miembro correspondiente de la Real Academia de Artes y Ciencias de los Países Bajos desde 1994, y de la Academia de Ciencias de Austria. En 2004, se convirtió en caballero de la Orden del León Neerlandés, y en 2005, en profesor honorífico de la Universidad Técnica de Viena.